# Raphaël Varane
Raphaël Varane (Lilla, 25 d'abril de 1993) és un exfutbolista professional francès d'ascendència martiniquesa que jugava com a defensa. Format a les categories inferiors del RC Lens on arribà amb nou anys.
Varane va jugar pel club francès RC Lens a nivell juvenil i, abans de la temporada 2010-11, va començar a entrenar amb l'equip sènior i va aparèixer a la banqueta en diversos partits de lliga. Varane va debutar com a professional el 2010 amb 17 anys. i després d'una temporada com a futbolista professional, va fitxar pel Reial Madrid. Allà, al llarg de deu temporades, del 2011 al 2021, va guanyar divuit trofeus, incloent-hi tres títols de La Liga, una Copa del Rei, quatre títols de la Lliga de Campions de la UEFA i quatre Copa Mundial de Clubs de la FIFA. El 2021, Varane va deixar el Reial Madrid per fitxar pel Manchester United FC, on va guanyar la Copa EFL 2022-23 i la Copa FA 2023-24 durant un període de tres anys. Va marxar d'Anglaterra el 2024 i es va incorporar al Como 1907, equip que tot just acabava d'ascendir a la Serie A, com a agent lliure, però després de només jugar 23 minuts amb el club, es va lesionar al genoll i va ser eliminat de la llista d'inscrits en competició, abans d'anunciar posteriorment la seva retirada del futbol professional el setembre del 2024.
Varane va representar França amb la selecció sub-18, sub-20 i sub-21, abans de debutar amb la selecció absoluta el març de 2013. Va formar part de la selecció francesa a la Copa del Món de la FIFA 2014, quan va ser nominat al premi al millor jugador jove. a la 2018, on va jugar tots els minuts mentre França guanyava la competició, i a la 2022, on França va acabar subcampiona. També va participar a l'Eurocopa de la UEFA 2020 i va formar part de la selecció francesa que va guanyar la Lliga de Nacions de la UEFA el 2021. Varane va anunciar la seva retirada del futbol internacional el 2023, després d'haver assolit 93 internacionalitats i marcat cinc gols.

## Trajectòria

### Inicis
Raphaël Varane va néixer a la ciutat francesa de Lilla de pares martiniquesos. El seu pare va néixer a Le Morne-Rouge. Varane va començar a jugar al futbol al districte de Lilla, jugant amb set anys a l'AS Hellemmes. Després de dos anys al club, el juliol de 2002, va entrar a les categories inferiors del RC Lens. Varane va formar-se al Centre de Préformation de Football a Liévin, un centre d'entrenament exclusiu per a jugadors nascuts a la regió francesa de Nord-Pas-de-Calais. Va estar dos anys al centre de formació, on passava la setmana, jugant els caps de setmana amb el Lens. Una vegada va tornar a Lens, va pujar ràpidament per les categories inferiors del club, signant un contracte com a professional a la temporada 2010-11.

### RC Lens
A l'octubre de 2010 va ser convocat amb el primer equip, esdevenint titular al partit contra el Montpellier HSC del 6 de novembre a causa de la lesió del seu company Alaeddine Yahia. Va jugar els 90 minuts del partit, amb una victòria per 2-0. L'actuació de Varane va ser elogiada pels seus companys, sobretot pel capità Adil Hermach, també per l'entrenador i els mitjans de comunicació locals. Va tornar a l'alineació inicial el 30 de novembre a la derrota per 4-1 contra el Brest. Amb el nou entrenador László Bölöni, i recuperats els seus companys lesionats, va jugar també de centrecampista defensiu contra el Girondis de Bordeus.
El gener de 2011 es va especular amb la sortida del jugador, donat l'interès de grans equips d'Europa, com el Manchester United FC. El Lens li va ampliar el contracte el 3 de febrer per evitar una possible marxa del jugador. El 8 de maig, Varane marcà el seu primer gol com a professional, en un empat a un contra el Caen. També marcà al següent partit contra l'AS Monaco, en un altre empat a 1. Malgrat aquests gols, els Lens va baixar a la Ligue 2, després de dues temporades jugant al màxim nivell. El 21 de maig, Varane va exercir com a capità en una derrota per 1-0 contra l'Arles-Avignon.

### Reial Madrid
El 22 de juny de 2011, el president del RC Lens Gervais Martel va confirmar a un grup de seguidors que Varane acabaria jugant amb el Reial Madrid CF sota el seguiment de Jose Mourinho. El conjunt madrileny va fer oficial el seu fitxatge el 27 de juny, signant un contracte que els vincula fins al 2017.
Va debutar amb l'equip blanc a un amistós de pretemporada contra Los Angeles Galaxy, a Califòrnia, jugant 45 minuts amb el dorsal 19. En competició oficial, debutà a la lliga el 21 de setembre, empatant al camp del Racing de Santander, i va marcar el seu primer gol tres dies després, a casa contra el Rayo Vallecano.
Durant la primera temporada i mitja va mantenir un paper de suplent, per darrere de Sergio Ramos i Pepe, i competint també amb Ricardo Carvalho i Raül Albiol. A finals del gener del 2013 va començar a assolir més protagonisme per les baixes dels dos defenses titulars. Va fer un gran paper als clàssics de Copa del Rei i lliga que li va permetre guanyar-se un lloc a la defensa com a titular amb Sergio Ramos i per davant de Pepe.
El setembre de 2014 el Reial Madrid va renovar el jugador fins fins al 30 juny del 2020.

### Manchester United
El 28 de juliol de 2021 s'oficialitza el seu fitxatge pel Manchester United FC.

## Selecció francesa
L'agost del 2012 va ser convocat per jugar amb la selecció francesa, sense arribar a debutar. El 13 de maig de 2014, l'entrenador de la selecció francesa Didier Deschamps el va incloure a la llista final de 23 jugadors que representaran França a la Copa del Món de Futbol de 2014.

## Estadístiques
Actualitzades el 24 de maig del 2013.
| Equip                   | Temporada               | Lliga   | Lliga | Lliga    | Copa    | Copa | Copa     | Europa  | Europa | Europa   | Total   | Total | Total    |
| Equip                   | Temporada               | Partits | Gols  | Assists. | Partits | Gols | Assists. | Partits | Gols   | Assists. | Partits | Gols  | Assists. |
| ----------------------- | ----------------------- | ------- | ----- | -------- | ------- | ---- | -------- | ------- | ------ | -------- | ------- | ----- | -------- |
| RC Lens                 | 2010–11                 | 23      | 2     | 0        | 1       | 0    | 0        | 0       | 0      | 0        | 24      | 2     | 0        |
| Total                   | Total                   | 23      | 2     | 0        | 1       | 0    | 0        | 0       | 0      | 0        | 24      | 2     | 0        |
| Reial Madrid            | 2011-12                 | 9       | 1     | 0        | 2       | 1    | 0        | 4       | 0      | 1        | 15      | 2     | 0        |
| Reial Madrid            | 2012-13                 | 15      | 0     | 0        | 7       | 2    | 0        | 11      | 0      | 0        | 33      | 2     | 0        |
| Total                   | Total                   | 24      | 1     | 0        | 9       | 3    | 0        | 15      | 0      | 1        | 47      | 4     | 1        |
| Total a la seva carrera | Total a la seva carrera | 47      | 3     | 0        | 10      | 3    | 0        | 15      | 0      | 1        | 71      | 6     | 1        |

1. ↑  Inclou la Copa i la Copa de la Lliga
2. ↑  Assistències de gol.

## Palmarès
Reial Madrid CF
- 4 Lligues de Campions: 2013–14, 2015–16,[35] 2016–17,[36] 2017–18
- 3 Supercopes d'Europa: 2014,[37][38][39] 2016,[40] 2017
- 4 Campionats del món de clubs: 2014,[41] 2016,[42] 2017,[43] 2018
- 3 Lligues espanyoles: 2011-12, 2016-17[44] i 2019-20
- 1 Copa del Rei: 2013-14
- 3 Supercopes d'Espanya: 2012, 2017[45] i 2019-20

Manchester United FC
- 1 Copa anglesa: 2023-24
- 1 Copa de la Lliga anglesa: 2022-23

Selecció francesa
- 1 Copa del Món: 2018
- 1 Lliga de les Nacions de la UEFA: 2020-21